# Andrea Gardini
Andrea Gardini (Bagnacavallo, 1º ottobre 1965) è un allenatore di pallavolo, dirigente sportivo ed ex pallavolista italiano, tecnico dell'Olympiakos.
Considerato uno dei migliori giocatori di sempre nel suo ruolo, soprattutto nel fondamentale di attacco, è stato uno dei punti di forza della nazionale italiana di pallavolo durante la fase d'oro degli anni 1990 nonché un simbolo in Italia della cosiddetta generazione di fenomeni.
Nel 2007 è stato il primo italiano a essere accolto nella Volleyball Hall of Fame di Holyoke.

## Carriera

### Giocatore

#### Club

Un muro di Gardini (a sinistra) per il Porto Ravenna, su Galli del, nella vittoriosa finale di Coppa Italia 1990-1991.

È stato uno dei giocatori più vincenti della storia del volley italiano, avendo conquistato sette scudetti in quattro società diverse, oltre a innumerevoli trofei con la maglia della nazionale. Ha legato il suo nome alla Sisley Volley di Treviso, nella quale, dal 1993 al 1999, ha vinto quattro campionati italiani e due Coppe dei Campioni, militando tra gli altri con Paolo Tofoli, Lorenzo Bernardi, Ron Zwerver, Andrea Zorzi, Pasquale Gravina, Dmitri Fomin e Peter Blangé. Il primo trofeo conquistato è però del 1987, una Coppa delle Coppe con la Tartarini Bologna.
Nella squadra della sua provincia, il Porto Ravenna Volley, nei primi anni 1990 è stato compagno degli statunitensi Steve Timmons e Karch Kiraly (quest'ultimo nominato giocatore del secolo alla pari con Bernardi), vincendo un campionato e due Coppe dei Campioni. Nel 2000, nella Piaggio Roma, ha vinto uno scudetto memorabile, anche per il successo di pubblico e mediatico, dovuto al ritorno della grande pallavolo nella capitale nell'anno del giubileo. Nel 2002 ha ottenuto l'ultima vittoria tricolore nella Daytona Modena, tante volte sua avversaria quando era a Treviso, insieme agli ex rivali Andrea Giani e Luca Cantagalli. Si è ritirato nel 2004.

#### Nazionale
È stato uno dei punti di forza della nazionale italiana durante la fase d'oro degli anni 1990, protagonista di tre vittorie ai campionati del mondo. È considerato uno dei migliori giocatori di sempre nel suo ruolo, soprattutto nel fondamentale di attacco, nel quale risultava spesso inarrestabile.
È stato il primo italiano, l'11 ottobre 2007, a essere accolto nella Volleyball Hall of Fame di Holyoke.

### Allenatore e dirigente
Dopo il ritiro è stato direttore sportivo a Modena fino al 2006, mentre dal maggio 2007 ricopre lo stesso ruolo alla Sparkling Volley Milano.
Dal 16 ottobre 2007 è stato vice di Andrea Anastasi della nazionale italiana nella seconda esperienza del Nano sulla panchina azzurra, seguendolo poi sulla panchina della nazionale polacca dal 2011 al 2013. Nel campionato 2014-15 viene nominato primo allenatore della formazione polacca dell'AZS Olsztyn in Polska Liga Siatkówki; nella stagione 2017-18 passa allo ZAKSA. Dopo aver condotto la formazione di Kędzierzyn-Koźle alla conquista del titolo nazionale nell'annata 2018-19, per il campionato seguente rientra in Italia, accordandosi con la You Energy di Piacenza, neopromossa in Serie A1, dove rimane fino al settembre 2020.
Nel gennaio 2021 approda allo Jastrzębski Węgiel dove vince il campionato 2020-2021.
Nella stagione 2024/2025 approda in Grecia sulla panchina dell'Olympiakos, vincendo la coppa nazionale, la coppa di lega e la supercoppa.

## Palmarès

### Giocatore

#### Club

##### Competizioni nazionali
- Campionato italiano: 7

Ravenna: 1990-91
Treviso: 1993-94, 1995-96, 1997-98, 1998-99
Roma: 1999-00
Modena: 2001-02
- Coppa Italia: 1

Ravenna: 1990-91
- Supercoppa italiana: 1

Treviso: 1998

##### Competizioni internazionali
- Coppa dei Campioni: 4

Ravenna: 1991-92, 1992-93
Treviso: 1994-95, 1998-99
- Coppa delle Coppe: 2

Bologna: 1986-87
Treviso: 1993-94
- Coppa CEV: 2

Treviso: 1997-98
Roma: 1999-00
- Supercoppa europea: 2

Ravenna: 1992
Treviso: 1994
- Campionato mondiale per club: 1

Ravenna: 1991

#### Nazionale (competizioni minori)
- Giochi del Mediterraneo 1991

### Allenatore
- Campionato polacco: 2

2018-19, 2020-2021
- Supercoppa greca: 1

2024
- Coppa di Grecia: 1

2024-25
- Coppa di Lega: 1

2024-25